# Canoa Club Verona

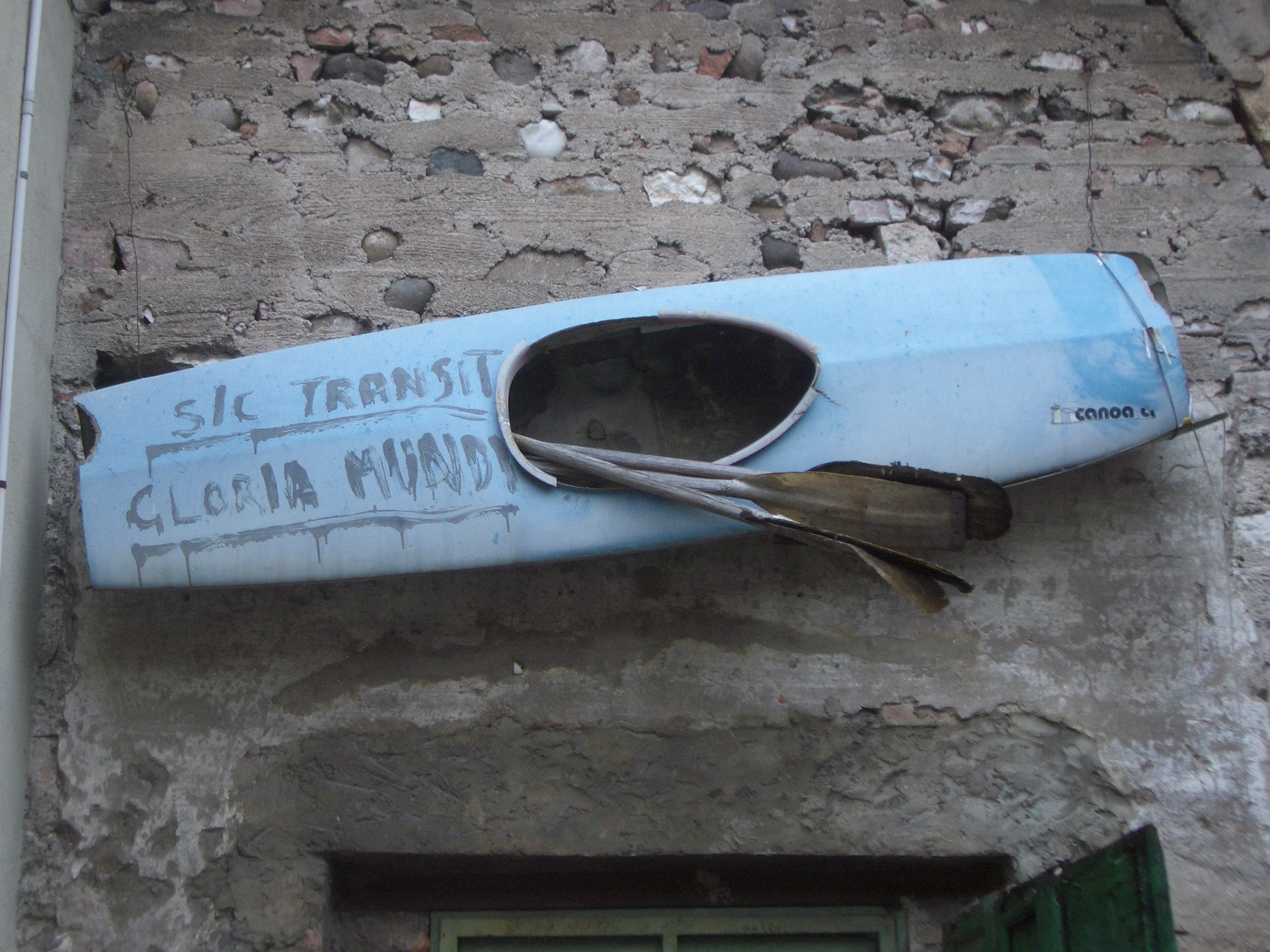
Sic Transit Gloria Mundi

Il Canoa Club Verona o CCVR è stato fondato ufficialmente il 18 maggio del 1963 per iniziativa di Giorgio Bergamini (primo canoista italiano a comparire in televisione, in una puntata di Campanile Sera) e di Giorgio Guzzo che ne è stato il primo presidente. I soci (una decina) ebbero come prima sede il retro bottega della salumeria di uno di essi. Il Club è cresciuto considerevolmente e da esso sono transitati nomi importanti per lo sport della canoa, ed i risultati hanno oltrepassato i confini nazionali. La sede attuale del Canoa Club Verona è  al Chievo nella stessa struttura del Bottagio Sport Center, in via del Perloso 14/a.
Motto del Canoa Club Verona; un anno dopo la fondazione ufficiale del Club, nel 1964, il canoista De Togni rimane incastrato tra i sassi in fiume rompendo la canoa. Roberto Bissoli, prima di appenderla sopra alla porta che va all'Adige vi ha scritto, come avvertenza per chi usciva verso il fiume, che andare impreparati può essere molto pericoloso, "Sic Transit Gloria Mundi". Da allora, quello che era rimasto della canoa con la celebre locuzione latina, che nel tempo ne è diventata il motto, è ancora a monito di tutti quelli che escono in Adige dalla sede del Club.

## Storia
L'idea di fondare una società di canoa a Verona è nata dal veronese Giorgio Bergamini nel 1961. Giorgio Bergamini, studente di Ingegneria al politecnico dell'Università di Milano ha avuto l'occasione di conoscere lo sport della canoa presso il Canoa Club Milano. Con il tempo lo studente ha tramandato la sua passione canoistica ad altri suoi amici veronesi ed insieme hanno deciso di creare una società sportiva. Il 18 maggio del 1963 nella sede dell'Associazione Laureati Cattolici in Via Seminario 12, dal notaio dr. Giorgio Castagna, viene scritto (nº 30087) l 'Atto Costitutivo dell'Associazione “Canoa Club Verona” la cui sede legale era in via Todeschini 8, quella nautica in Corte Dogana 6 a Verona. Attualmente il Canoa Club Verona ha due sedi; la storica Dogana Veneta delle merci che transitavano in Adige in Corte Dogana 6 in centro città è al Chievo in via del Persloso 14/a nel centro sportivo Bottagisio che oltre allo sport della canoa al suo interno ospita la scherma ed il calcio.
La presentazione ufficiale in gara avvenne all'estero, sulla Dryna nella ex Jugoslavia.
Ad ogni uscita, allora, era preceduta da un intenso lavoro per preparare le canoe che erano in tela impermeabile e intelaiatura in legno
La quota di iscrizione al Canoa Club Verona nell'anno della fondazione era di 1000 lire.
Nel 1966, grazie anche all'appoggio della stampa cittadina il Canoa Club Verona ottiene dal Comune di Verona l'uso della vecchia Dogana in rione Filippini, quattro mura scoperchiate reduci di un bombardamento incendiario del 1944.
Nel 1967 l'atleta scaligero Fulvio Testa partecipa con i colori azzurri ai Campionati del Mondo a Lipno, ex Cecoslovacchia.
Negli anni settanta nascono a Verona altri due club che praticano canoa. Team '70 con sede nell'ex gasometro, destra Adige dopo ponte Catena e S.A.S.S. Canoa Canadese in quartiere stadio per poi trasferirsi nella fortificazione austriaca del forte Chievo.
Per dissapori all'interno del Team '70 il club si scioglie e gli atleti passano quasi tutti al Canoa Club Verona.
A metà anni '70 ha indetto, prima assoluta in Italia, la Coppa Primavera, riservata ai più giovani, gare di slalom che si svolgevano a Verona in Adige e sul Mincio a Borghetto S.M.
Dal 1975 al 1991 in collaborazione con il Touring Club Italiano e la Banca Popolare organizza la discesa turistica dell’Adige, manifestazione che ha riscontrato grandissimo successo.
A fine gennaio 1977 esce il primo numero di "In Rapida", il Giornalino di Bordo del Canoa Club Verona.  Un insieme di fogli di ciclostile i primi anni, per diventare un vero giornale con foto a colori prima che il digitale prendesse piede. Un modo per tenere traccia dell'attività del Club e un collegamento tra i soci. L'ultimo numero cartaceo è andato in stampa in aprile 2005. Era spedito a tutti i soci e simpatizzanti, riportava notizie del Canoa Club Verona riguardanti l'attività agonistica, turistica, sociale e tutto ciò che riguardava il mondo della canoa. Ad inizio 2025, per volontà del neo Presidente Alessandro Mariani, ritorna con la stessa grafica in forma di Newsletter.  
Si allestisce in Piazza Brà di fronte all'anfiteatro romano una grande piscina dove vengono giocate delle partite di canoa polo.
Nel 1998 e 1999 gli atleti del Canoa Club Verona, in canoa, hanno contribuito alla realizzazione dell'opera lirica Aida, edizione in blu cobalto di Pier Luigi Pizzi, nell'anfiteatro romano Arena pagaiando nel lago creato sul palcoscenico con diverse canoe indiane realizzate per l'occasione dal socio del Canoa Club Verona Mirko Pellegrini. 
Nel marzo 2002 viene creato in HTML il sito web all'indirizzo www.canoaclubverona.it

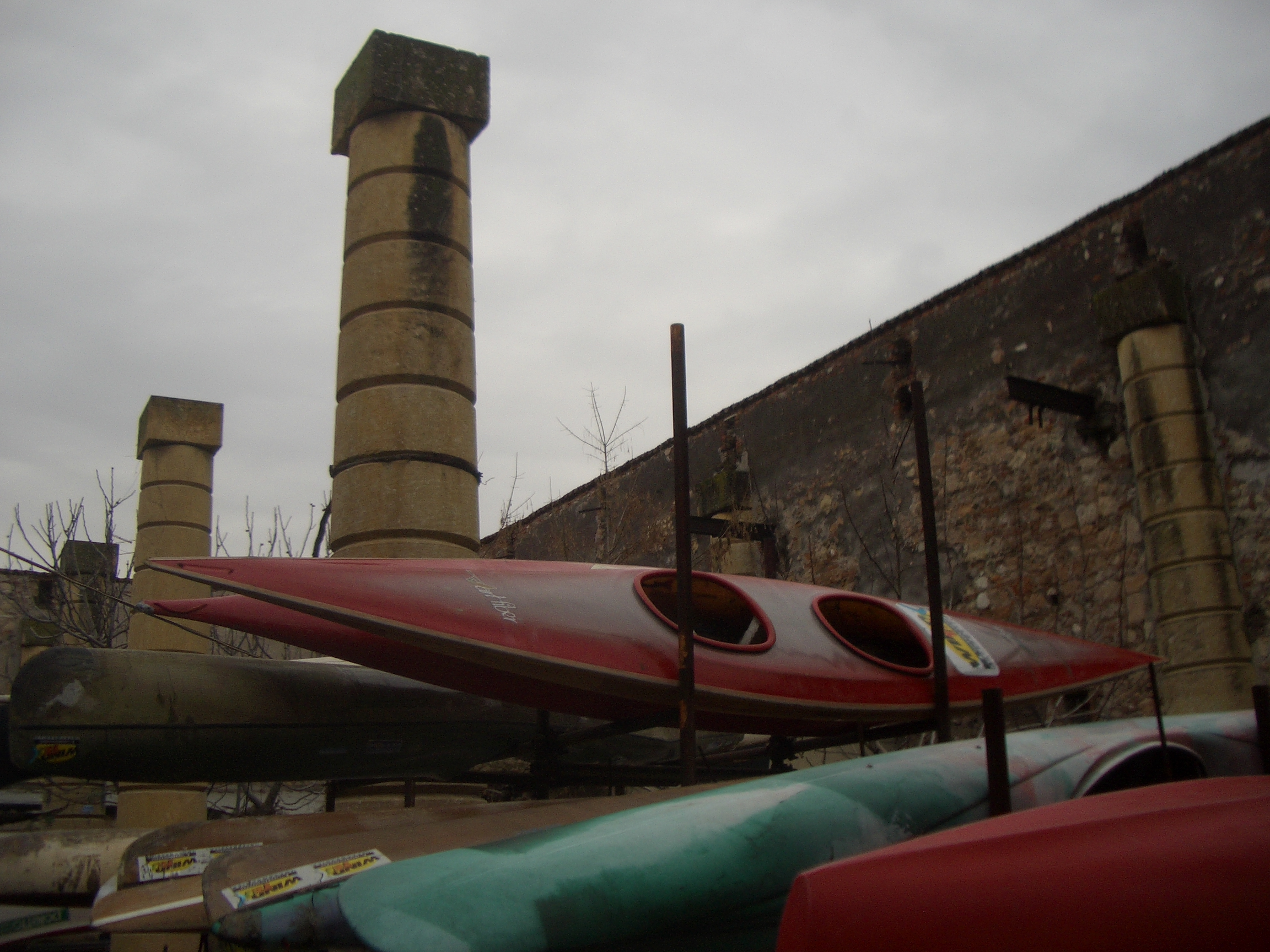
Interno Sede della Dogana

Yellow Helmets, era gruppo di soci turisti anziani che si distingueva per il caschetto giallo, in attività dagli anni '80 al 2000. Sul giornalino In Rapida i loro articoli erano firmati, Y.H.
Extreme Crekers, in contrapposizione ai precedenti Yellow Helmets dal 2003 questo gruppo del Canoa Club Verona, decisamente più spericolato, organizzava gite su fiumi impegnativi e con elevate difficoltà. Responsabile del gruppo era Andrea De Vecchi che di volta in volta scriveva un diario dei vari percorsi fatti e che veniva pubblicato su In Rapida.

## Presidenti del Canoa Club Verona dalla fondazione ad oggi
- 1963 Giorgio Guzzo
- 1964 - 1965 Giorgio Bergamini
- 1966 - 1967 Vittorio de Togni
- 1968 - 1969 Vittorio Battesini
- 1970 - 1971 Gianfranco Testa
- 1972 Francesco Trapani
- 1973 - 1975 Sandro Roccato
- 1975 - 1976 Mirko Pellegrini
- 1977 - 1980 Lorenzo Dalai
- 1981 - 1982 Bruno Rosa
- 1983 - 1985 Carlo Ciapetti
- 1986 Roberto Bissoli
- 1987 - 1990 Michael Edward Lake
- 1991 - 1997 Paola Casarotto
- 1998 - 2001 Ettore Ivaldi
- 2002 - 2007 Carlo Alberto Cavedini
- 2008 - 2020 Bruno Panziera
- 2021 - 2024 Luigi Spellini (gfdp)
- 2024  - 2025 Alessandro Mariani (in carica)

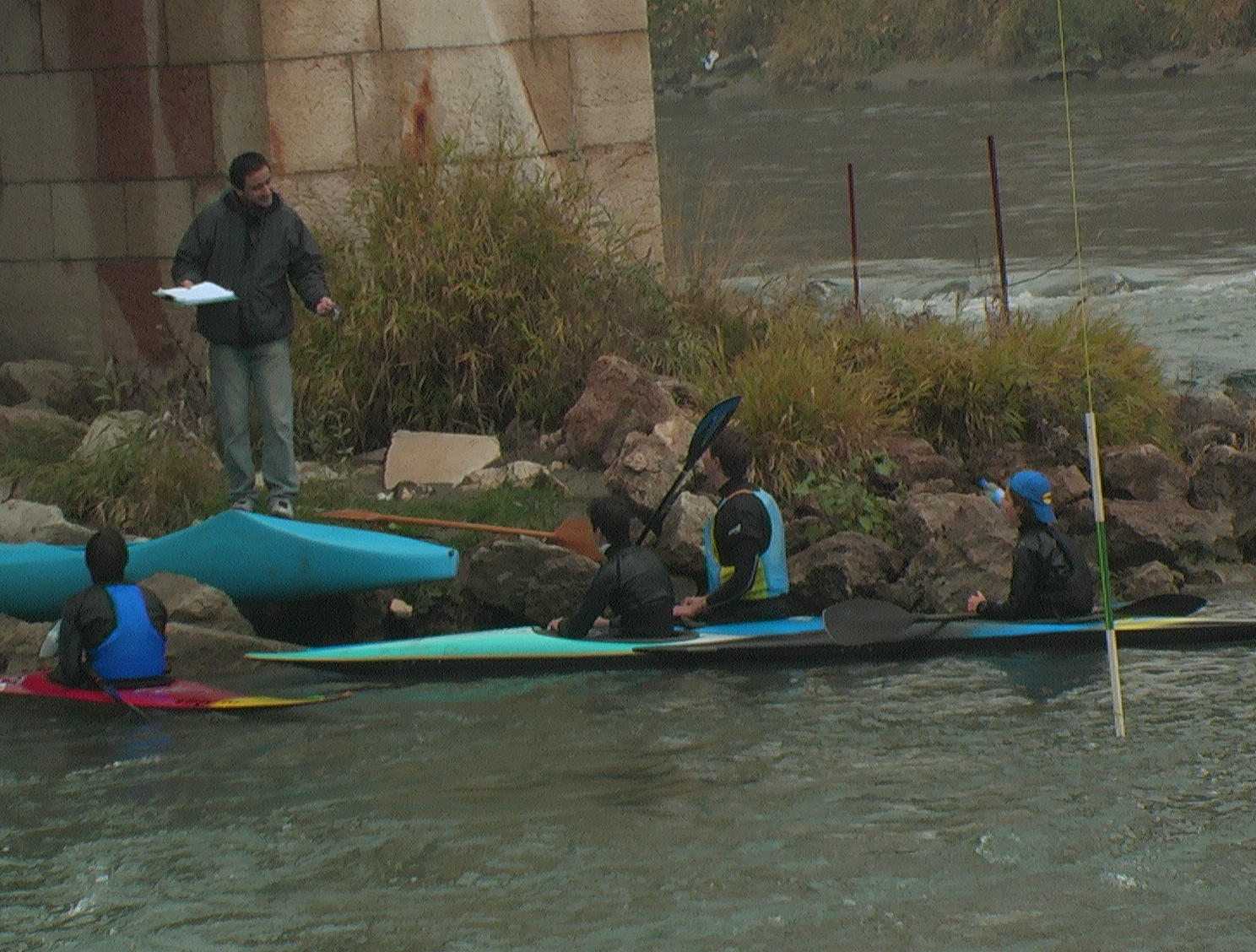
Ettore Ivaldi allena

## Attività sportiva
Gli sport praticati dai soci del club sono:
- Canoa slalom
- Canoa discesa
- Canoa Polo
- SUP - Stand up paddle
- Canoa velocità
- Extreme Kayak
- Rafting
- Hydrospeed
- Canoa aperta (indiana, canadese)

## Attività didattica
- Centro CONI di orientamento e avviamento allo sport.
- Corsi d'avviamento alla canoa per ragazzi dai 8 ai 18 anni tenuti da istruttori federali. Dopo le prime lezioni teoriche le prime uscite in canoa fino al 2017 avvenivano sulle acque tranquille dei laghetti di Montorio, dal 2018 con la nuova sede dotata di 2 vasche voga il "battesimo del canoista" avviene direttamente presso il club.
- Corsi di perfezionamento.
- Corsi di eskimotage. L’eskimo – conosciuto in lingua inglese con il termine eskimo roll – è una particolare manovra che viene utilizzata per riportare nella posizione corretta la canoa oppure il kayak dopo che questa si è ribaltata, attraverso l’uso del corpo e della pagaia.

A tutti i partecipanti il Canoa Club Verona fornisce tutto il materiale; canoa, pagaia, salvagente, caschetto e paraspruzzi.

## Attività cittadina

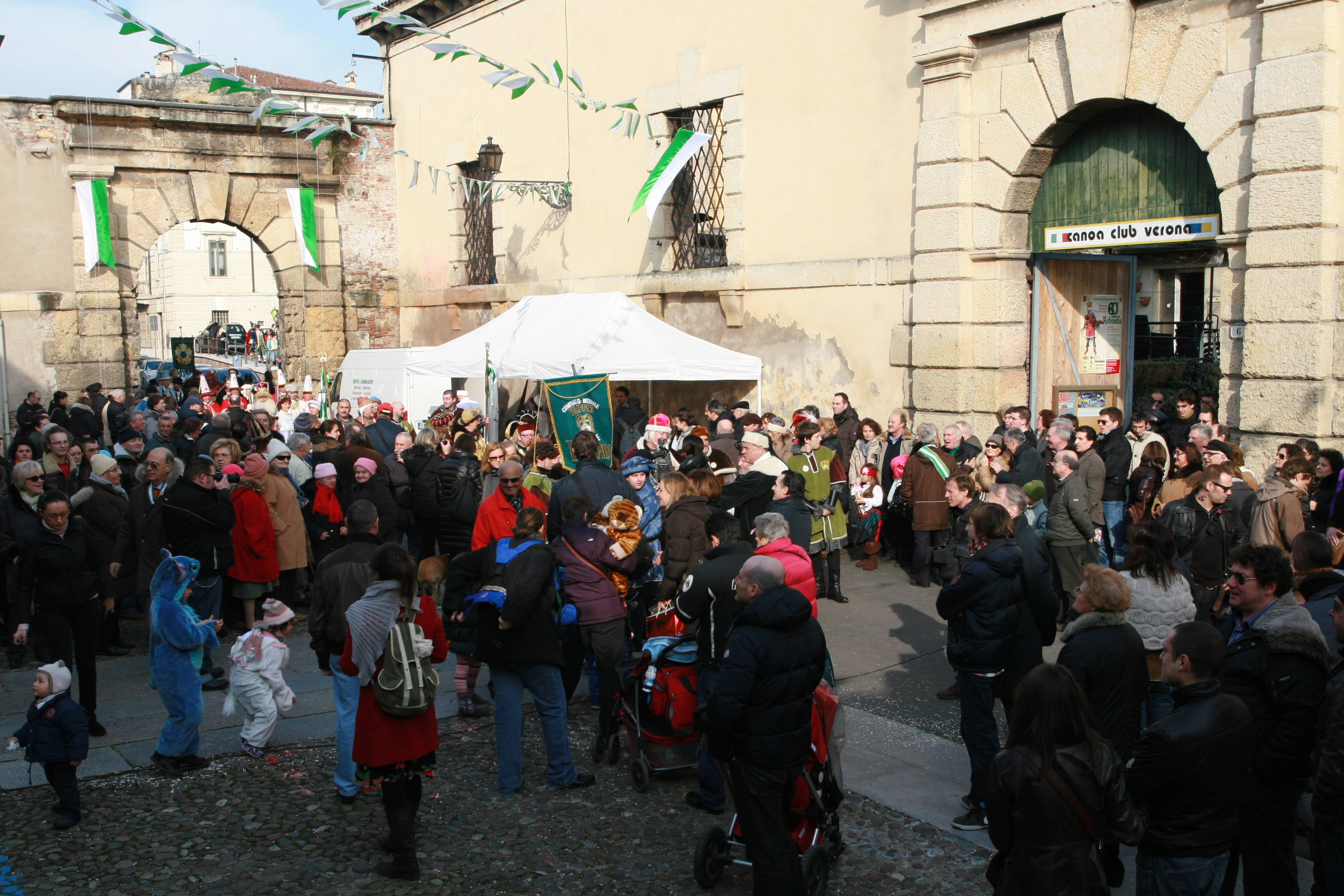
Carnevale in canoa

- Regata storica, che si svolge il sabato grasso del Carnevale di Verona. Una discesa in maschera con canoe zattere e gommoni, dove i canoisti rappresentano la corte del Principe Reboano de la Concordia, noto anche come Sire dell'Adige. L'imbarco avviene a monte del ponte Catena. Lo sbarco, dopo aver attraversato tutta la città è atteso da tutte le maschere cittadine, accompagnato dalle note di varie bande musicali e dai colpi sparati dai Trombini di San Bortolo nella Darsena della Dogana.
- Tocatì, il club collabora allo svolgimento della manifestazione dal 2003, anno della sua prima edizione.
- Ciao Volt, anima felice, iniziativa patrocinata dalla Circoscrizione del Comune di Verona, che si ripete annualmente in Memoria di Marco Volterra, giovane canoista del Canoa Club Verona ucciso in un incidente stradale. La manifestazione si svolge con una discesa in canoa e gommoni fino alla Darsena della Dogana, una santa messa officiata dai Padri Filippini della vicina Chiesa dedicata ai Santi Fermo e Rustico, il saluto a Marco e il deposito in Adige di un cuscino di fiori. Pranzo per tutti i presenti.
- Canoa Taxi, un'idea nata quando alla presidenza del club c'era un tassista, Bruno Rosa. Consiste nel fare un servizio di taxi da sotto il ponte Scaligero fino alla Dogana (sede del Club), portando in canoa indiana e/o con gommoni da rafting chi lo desidera. Generalmente il servizio è offerto in concomitanza con altre manifestazioni.
- Handy Kayak, giornate dedicate ai meno abili. A bordo di canoe indiane, attorno all'isola del Pestrino, a valle dell'ultimo ponte cittadino, dove l'Adige è più tranquillo si trasportano ragazzi con disabilità.
- Fiaccolata, con delle torce fissate in coda alle canoe, si scende in notturna l'Adige, creando suggestivi spettacoli muovendo in caroselli le canoe. A volte si combina lo spegnimento delle luci sul lungadige con fuochi pirotecnici dal ponte Pietra.
- Zatteroni sul Fibbio, assistenza, soccorso e supporto logistico alla gara di zattere che si svolge a Montorio nelle acque del Fibbio.
- Fuori Vinitaly, la Dogana, in concomitanza del Vinitaly, è sede di eventi paralleli.

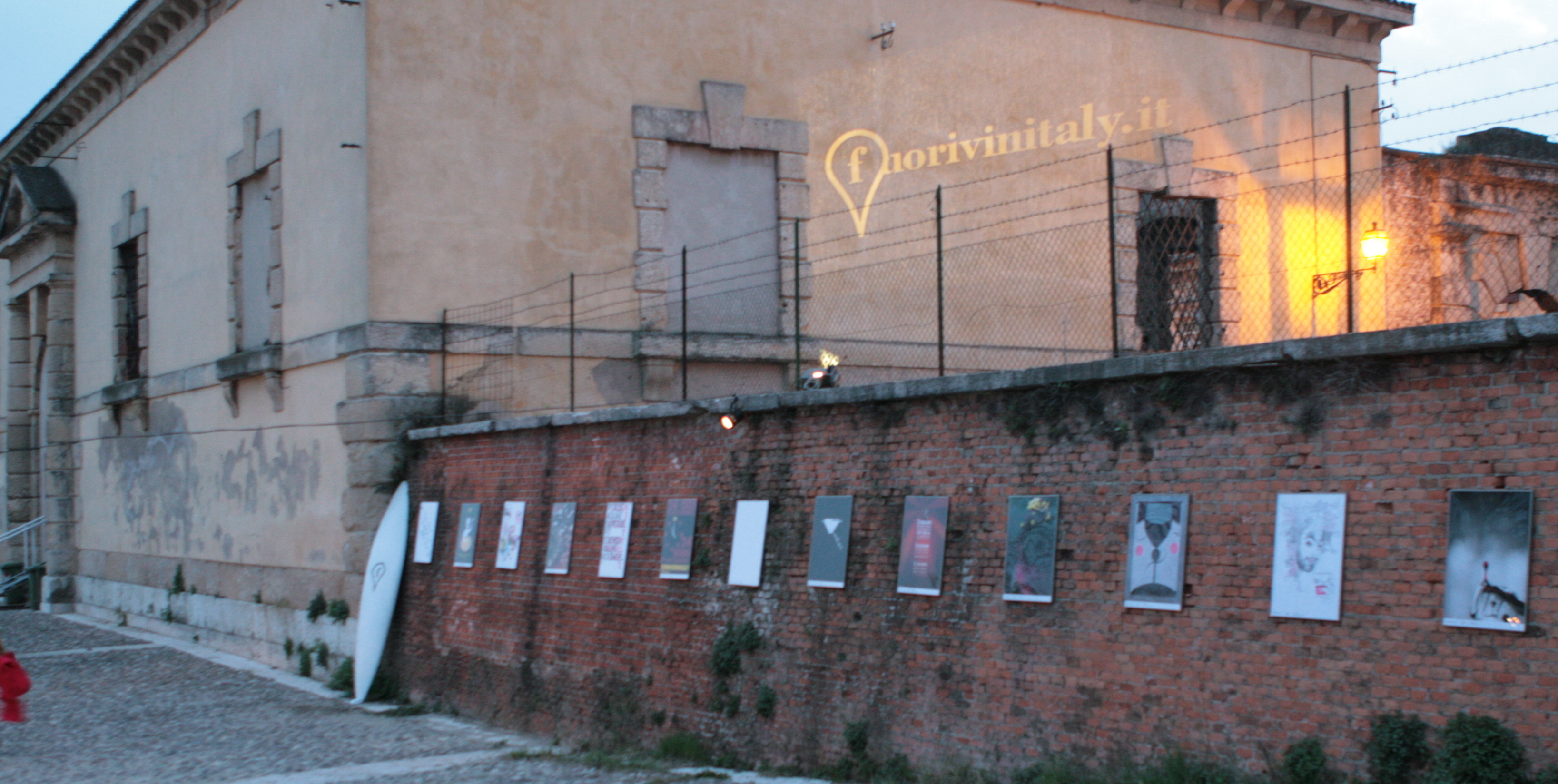

## Attività turistica
La maggior parte dei soci del Canoa Club Verona oltre che frequentare l'Adige quotidianamente, nel fine settimana si sposta su fiumi e torrenti con grado di difficoltà maggiori, principalmente le loro mete sono:
- Brenta a Valstagna, è la metà più frequentata per la vicinanza.
- Noce in Val di Sole, dove per anni il Canoa Club Verona ha organizzato oltre che gite, gare di discesa e slalom.
- Rabbies, bellissimo e impegnativo affluente del Noce.
- Soča in Slovenia, che quando entra in territorio italiano diventa l'Isonzo.
- Passirio a Merano.
- Dora Baltea a Ivrea, stadio della canoa e centro federale.
- Sesia che offre la scelta dal terzo al quinto grado a seconda del tratto navigato.
- Isarco fino alla diga di Fortezza.
- Sarca che oltre ad essere il maggior affluente del Lago di Garda a nord presenta dei bei tratti con notevole difficoltà.
- Corsica, una scelta di fiumi e torrenti dal primo al quinto grado, generalmente si organizza per una settimana.
- Meledrio molto impegnativo (affluente del Noce a Dimaro).
- Vermigliana gelido ghiaccio appena sciolto che scende dal Passo del Tonale prima di ingrossare il Noce.
- Cellina a Claut, per anni è stato sede di raduni con successiva gara di discesa e slalom.

Ogni anno viene pubblicato sul sito del club un calendario di massima, generalmente le gite si svolgono da marzo ad ottobre.

## Attività agonistica
- il CCVR ha allenato e cresciuto il canoista olimpico Niccolò Ferrari, che ha partecipato alle olimpiadi di Londra 2012 alla gara in C2 con Pietro Camporesi
- il 15 luglio del 2012, l'atleta del Canoa Club Verona, Zeno Ivaldi, vince la medaglia d'oro nella gara a squadre insieme a Giovanni De Gennaro e Lucas Mayr ai Campionati del Mondo Under 23 a Wausau, Wisconsin, USA.
- il 22 settembre del 2008 il Canoa Club Verona vince il Campionato Italiano di Società a Roma sul fiume Tevere.
- il 27 marzo del 2006 alla gara organizzata sul Reno a Bologna il Canoa Club Verona vince per la seconda volta consecutiva il trofeo ENEL della Federazione Italiana Canoa Kayak
- nel 2003 il CCVR vince per la quinta volta il titolo italiano per le gare a squadre, raggiungendo in questo anno il maggior numero di vittorie
- nel 2003 il Canoa Club Verona appare primo in assoluto nella classifica della F.I.C.K. con 6.047 punti davanti alla squadra Forestale del campione olimpico Pierpaolo Ferrazzi con 4.029 punti e il Canoa Club Bologna con 2.961 punti totali.
- ha organizzato gare di slalom e discesa oltre che sul fiume Adige, sul Noce in Val di Sole e sul Mincio a Borghetto sul Mincio (Valeggio-VR).
- a metà anni '70 ha indetto, prima assoluta in Italia, la Coppa Primavera, riservata ai più giovani, gara di slalom che si svolgeva in Adige a Verona e sulle acque del Mincio a Borghetto sul Mincio.
- dal 2004 al 2020 insieme al Canoa Club Pescantina organizza la più importante maratona di canoa a livello internazionale, l'Adigemarathon, con partenza da Borghetto d'Avio in trentino per le categorie agonistiche, da Dolcè (VR) per quelle turistiche e SUP, l'arrivo a Pescantina (VR).
- nella canadese monoposto ha primeggiato l'atleta Renato de Monti partecipando a due olimpiadi, Barcellona 1992 a La Seu d'Urgell - Parc del Segre SPA e Atlanta 1996 sull'Ocoee River USA - Campionati Mondiali di Canoa Slalom ICF del 1993 a Mezzana TN -ITA e alla Coppa del Mondo 1983 in gara a squadre con altri due atleti del Canoa Club Verona, Mauro Manganotti e Alberto Bonamini
- Raffaelo Ivaldi, in C 1 a squadre, ai Mondiali di Augusta nel 2022 con Roberto Colizingari e Paolo Ceccon conquista la medaglia di Bronzo. Partecipa alle Olimpiadi di Parigi 2024. Ad Ivrea, il 14 settembre 2024 alla penultima gara di Coppa del Mondo è medaglia di Bronzo. Partecipa a Canoe Slalom European Championships a Vaires sur Marne concludendo la qualifica al 31 posto, primo degli esclusi.
- Barzon Martino il 21 settembre 2024 partecipa per la prima volta alla finale di Coppa del Mondo di Canoa Slalom a La Seu d'Urgell (SPA) qualificandosi per la finale e piazzandosi sesto in finale a 4,41 dal vincitore, lo spagnolo Miquel Trave. Nella stessa competizione, Nicolas Gestin, campione Olimpico di Parigi 2024 non riesce ad entrare in finale. Sulle acque del Canale Olimpico di Parigi a Vaires sur Marne, il 17 maggio 2025 si qualifica ed entra in finale, concludendo la gara in nona posizione con un tempo di 89.86 più 6 secondi di penalità.
- Dal 20 ottobre 2024, rinviata al 27 per il livello dell'Adige, organizza una nuova Adigemarathon, con partenza dalla sede nautica del Chievo con arrivo a San Giovanni Lupatoto.

## Incidenti mortali a Borghetto sul Mincio - Valeggio (VR)
A seguito di numerosi gravissimi incidenti avvenuti nel diversivo del fiume Mincio in località Borghetto (Valeggio-VR). Incidenti mortali avvenuti non solo a canoisti, ma come è successo al medico di Mantova, Emiliano Sermidi che si era tuffato per salvare il cane, il Canoa Club Verona dagli anni '80 ha tentato ripetutamente, presentando alla cittadinanza un progetto curato dall'architetto Michael Edward Lake che rendeva il canale sicuro per la navigazione. Decenni dopo, in accordo con il Delegato Provinciale del CONI e la FICK visto il continuo ripetersi di decessi, ha ripetutamente contattato tutti gli enti preposti alla sicurezza per evitare che si ripetessero funesti eventi. 
Nell'agosto 2005 aveva invitato, a proprie spese, un team d'ingegneri francesi della ditta Hydro Stadium per un sopralluogo, onde poter rendere sicuro il tratto di canale incriminato, il progetto era facilmente realizzabile ma non ha trovato il minimo consenso delle amministrazioni locali.
- Ferragosto 2025 - Ancora morte a Borghetto sul Mincio
- Tragedia sul Mincio

- Caduto in acqua a Borghetto sul Mincio
- Si rovescia una canoa
- Borghetto: morto annegato Emiliano Sermidi
- Morte a Borghetto nel diversivo del Mincio
- Si ribalta canoa sul Mincio, muore ravennate 61enne